# Hans Burgkmair starszy
Hans Burgkmair starszy (ur. 1473 w Augsburgu, zm. 1531 tamże) – niemiecki grafik, tworzący głównie w technice  drzeworytu.
Jego ojcem był Thoman Burgkmair. Tworzył w południowych Niemczech. Nauki pobierał w Colmarze u Martina Schongauera. W 1498 roku został przyjęty do cechu malarzy w Augsburgu. W Niemczech pracował dla cesarza Maksymiliana wraz z innymi malarzami Albrechtem Altdorferem i Albrechtem Dürerem. Z nimi narysował i wyciął cykl drzeworytów Triumf Maksymiliana. W 1491 roku w Augsburgu otworzył własny warsztat malarski. W 1507 i w 1518 roku Burgkmair przebywał we Włoszech, w Wenecji i na Nizinie Padańskiej. Tam stworzył kilka dzieł na zlecenie księcia Wilhelma IV Bawarskiego i bankierów z rodziny Fuggerów. 
Hansowi Burghmairowi przypisuje się 834 drzeworyty, stanowiące głównie ilustracje do książek.